# Blæstegnen
"Blæstegnen" er et dansk rapnummer af Tessa og Orgi-E der blev udgivet november 2020.
Komponist og producer på nummeret var Kewan Pádre, mens tekstforfattere var Tessa, Orgi-E og Jesper Helles. Studietekniker på optagelsen var Jesper "Vivid" Vestergaard, og nummeret blev udgivet af Universal Music Group. "Blæstegnen" kan ses som moderne hjemstavnsdigtning, en hyldest til Vestegnen.
En musikvideo til "Blæstegnen" blev udgivet den 10. december 2020.
Videoen var optaget on location forskellige steder på Vestegnen: Vestegnens Bazaar, City 2, Rheumparken, Hvidovre Bokseklub, Mekonomen Vestauto og Askerød. Albertslund Station og Keolis' linje 141 ses også.
Foruden Tessas og Orgi-E medvirkede også Helle Thorning-Schmidt. Instruktør på videoen var Jens-Ulrik Helmbæk.
I den tilhørende pressemeddelelse var Tessa citeret med:
| „ | Vestegnen bliver både set ned på, ophøjet og romantiseret på samme tid, og det ved folk, der bor der. Men de ER Vestegnen, og den stærke identitet samme med livets realiteter derude gør, at så mange underdogs går imod alle odds og bliver til noget helt specielt. Diamanter skabes under pres. | “ |

Mens Orgi-E blandt andet supplerede med:
| „ | Det er stolthed, raseri, aggression, frygt, ære, kærlighed og afmagt, som man kan knytte til videoen. Det er vindermentalitet på dårlige odds. Underdogs og sultne ulve. Derfor betyder videoen også meget og har været vigtig for os at lave. Fordi vi gerne vil vise det sammensurium af følelser frem, som vi selv har rendt rundt med gennem livet. | “ |

Læringsmateriale til danskundervisningen i 7. til 10. klasse foreslår analyse af Blæstegnens tekst og musikvideo.